# 노준환
노준환(盧俊煥, 1971년 2월 23일 ~ )은 대한민국의 前 바둑 기사이다.

## 약력
1990년 프로에 입단했다. 1991년 제9기 제왕전 본선과 1996년 연승바둑최강전, 유공가스배, 제15기 KBS 바둑왕전 본선에 진출했다. 2003년 6단 그리고 2007년 7단을 거쳐 2016년 4월에 8단으로 승단하였다. 2018년 프로 바둑 기사에서 은퇴했다.